# مانکی‌تاون (ویرجینیای غربی)
مانکی‌تاون (به انگلیسی: Monkeytown) یک منطقهٔ مسکونی در ایالات متحده آمریکا است که در شهرستان پندلتن، ویرجینیای غربی واقع شده‌است. مانکی‌تاون ۸۵۱٫۹۳ متر بالاتر از سطح دریا واقع شده‌است.